# Bunonema steineri
Bunonema steineri är en rundmaskart. Bunonema steineri ingår i släktet Bunonema och familjen Bunonematidae. Inga underarter finns listade i Catalogue of Life.